# Aeropuerto Internacional de Kémerovo

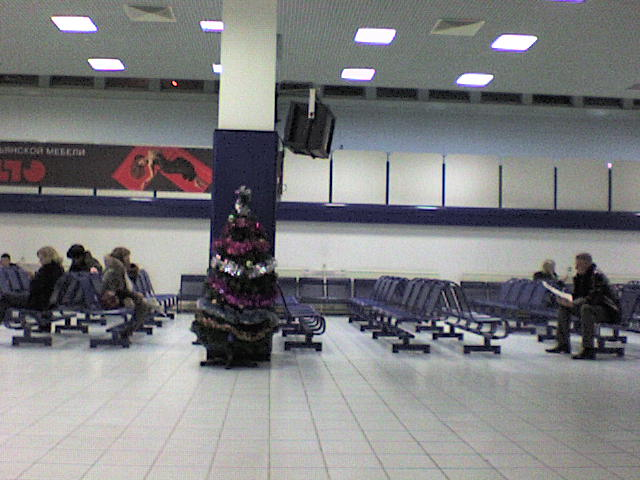
Sala de espera de la terminal internacional.

El Aeropuerto Internacional de Kémerovo (ruso: Международный Аэропорт Кемерово; ICAO: UNEE; IATA: KEJ) es un aeropuerto situado en Siberia, en el óblast de Kémerovo, cercano a la capital del óblast, de cuyo centro dista unos 11 km. Se encuentra a 266 m sobre el nivel del mar.
Es el primer aeropuerto del óblast, junto al Aeropuerto de Novokuznetsk-Spichenkovo. Se trata de un aeropuerto de clase III. El espacio aéreo está controlado desde el FIR de Novosibirsk (ICAO: UNNT).
Otros aeropuertos cercanos son: Tomsk-Bogashevo (136 km), Novokuznetsk-Spichenkovo (190 km), Novosibirsk-Tolmachevo (222 km), y Barnaúl-Guermán Titov (270 km).

## Pista
Cuenta con una pista de hormigón en dirección 05/23 de 3.200x60 m (10.498x196 pies). Se dispone de Indicador de Trayectoria de Aproximación de Precisión (PAPI - Precision Approach Path Indicator) en ambas pistas.
La antigua pista de aterrizaje de 2.750 m., paralela a la pista de aterrizaje actual, se utiliza ahora como calle de rodaje.
Tanto la pista como las calles de rodaje tienen clasificación PCN 45/R/A/W/T.
El aeródromo es adecuado para ser utilizado por los siguientes tipos de aeronaves: IL-96, Il-86, Il-76T, Il-62M,  IL-18, Tu-204, Tu-214, Tu-154, Tu-134, Yak-42, Yak-40, AN-12, An-24, An-26, AN-30, AN-74, AN-124, BAe-125-700, ВАе-146, ATR 42 (y sus modificaciones), A310, Airbus A319, Airbus A320, A321, A330, Boeing-737-300, B747, B757, B767, DC-10 y otros tipos de clases III y IV, así como todos los tipos de helicópteros durante todo el año.

## Terminal
El aeropuerto está compuesto de dos terminales: Nacional e Internacional. También dispone de Sala VIP y un Hotel.
Los servicios en tierra son proporcionados por la empresa "OOO Aeropuerto Internacional de Kémerovo".

## Compañías y destinos
| Código compañía | Nombre compañía               | Destinos                                                                                        |
| --------------- | ----------------------------- | ----------------------------------------------------------------------------------------------- |
| SU              | Aeroflot                      | Vuelo diario a Moscú-Sheremétievo.                                                              |
| S7              | S7 Airlines (antigua "Sibir") | Vuelo diario a Moscú-Domodédovo.                                                                |
| XF              | Vladivostok Avia              | Vuelos semanales a Sochi y Vladivostok en temporada de verano.                                  |
| 7R              | RusLine                       | Vuelos semanales a Mineralnye Vody (cerca de Ekaterimburgo) y Krasnodar en temporada de verano. |
| Varios          | Varios                        | Vuelos de temporada a Hurghada, Antalya, Phuket, Barcelona-El Prat, Bangkok.                    |

## Transporte terrestre
El aeropuerto está servido por la empresa de autobuses de Kémerovo, concretamente las líneas 101 y 126.
El taxi en ruta número 126 también lleva al aeropuerto.